# Alexandre Guilmant

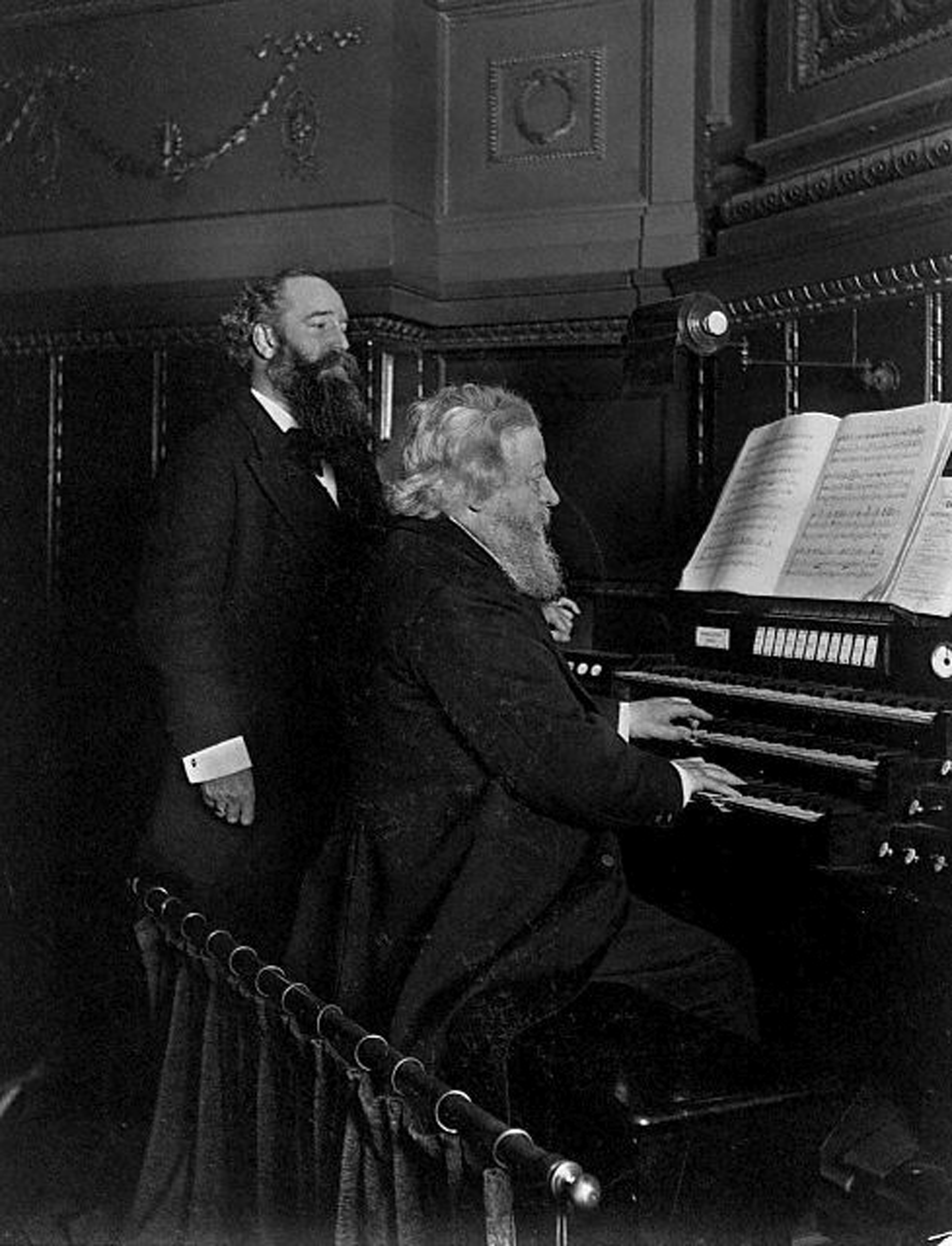
Clarence Eddy a Alexandre Guilmant ve Steinway Hall, Chicago 1898

Alexandre Guilmant [gilmɑ̃] (12. března 1837 Boulogne-sur-Mer – 29. března 1911 Meudon u Paříže) byl francouzský varhaník, hudební skladatel, muzikolog a hudební pedagog.

## Život
Narodil se do rodiny varhaníka J.-B. Guilmanta (1793–1890), u něhož začal také studovat varhanní hru. Na konzervatoři rodného města byl zaměstnán jako varhaník ve svých 16 letech, ve 20 jako dirigent a učitel. Později studoval v Bruselu u J.-N. Lemmense. Byl pověřen inaugurací varhan v kostele Saint-Sulpice a v pařížské katedrále, kde posluchače tak nadchl, že byl roku 1871 ustanoven varhaníkem v nedávno postaveném kostele La Trinité se slavnými varhanami, kde pak působil 30 let.
Guilmant se proslavil svými improvizacemi, v kostelech i na koncertech. Během světové výstavy 1878 koncertoval v sálu Trocadéra, po celé Evropě, zejména v Anglii, Rusku a Itálii, ale i v Kanadě a v USA, kde v roce 1904 měl 40 recitálů na tehdy největších varhanách světa. S mladším kolegou A. Pirro vydal od roku 1898 deset svazků barokních francouzských varhanních skladeb a 25 svazků světových varhanních klasiků.
Roku 1894 založil se třemi kolegy pařížskou Schola cantorum, kde učil až do smrti. Roku 1896 převzal po Charles-Marie Widorovi školu varhanní hry na Pařížské konzervatoři, kde vychoval množství varhaníků i skladatelů nejen z Francie. Ke studentům se choval neobyčejně laskavě a velkou pozornost prý věnoval detailům.

## Dílo
Jako skladatel se Guilmant věnoval téměř výhradně varhanní hudbě. Vydal 18 svazků „Skladeb v různých stylech“, 12 svazků „Praktického varhaníka“ a 10 svazků „Chrámového varhaníka“. Svých osm „Sonát“ s orchestrem komponoval s ohledem na mohutný nástroj v kostele Svaté Trojice – vrcholné dílo slavného varhanáře Cavaillé-Colla – takže se často označují jako „symfonie“ a řadí se po bok symfonií Césara Francka.

### Výběr skladeb s opusovými čísly
- 1: Ave Verum pro sbor a varhany
- 2: O Salutaris Hostia pro sbor a varhany
- 3: Faux-Bourdons – Chant de la Commission de Reims a Cambras
- 4: Messe en Fa majeur pro sbor a varhany
- 6: První mše pro 4 hlasy, sbor a varhany
- 7: Te Deum pro sbor a varhany
- 8: Quam Dilecta (Žalm 83) pro sbor a varhany
- 9: Missa brevis pro sbor a varhany
- 11: Třetí slavná mše pro sbor a varhany
- 12: Pět litanií k poctě Panny Marie
- 14: 12 motet pro sbor a varhany
- 15–20: Skladby v různých stylech pro varhany, 1–6
- 21: Kyrie Eleison pro sbor a varhany/orchestr
- 22: Modlitba pro violoncello a klavír
- 23: Dvě skladby pro harmonium
- 24–25: Skladby v různých stylech pro varhany, 7–8
- 26: Pastorale pro harmonium a klavírní duo
- 27: Modlitba a ukolébavka pro harmonium
- 28: Canzonata pro harmonium
- 29: Fughata de Concert pro harmonium
- 30: Aspiration Religieuse pro harmonium
- 31: Scherzo pro harmonium
- 32: Dvě skladby pro harmonium
- 33: Skladby v různých stylech pro varhany, 9
- 34: Triumfální pochod pro harmonium a klavírní duo
- 35: Mazurka de Salon pro harmonium
- 36: Scherzo Capriccioso pro harmonium a klavírní duo
- 37: O Salutaris pro bas nebo baryton a varhany
- 38: Idylle pro klavír
- 39: Praktický varhaník pro harmonium, 1
- 40: Skladby v různých stylech pro varhany, 10
- 41: Praktický varhaník pro harmonium, 2
- 42: Sonáta č, 1/Symfonie č. 1 pro varhany (a orchestr)
- 43: Fantasie na dvě anglické melodie pro varhany
- 44–45: Skladby v různých stylech pro varhany, 11–12
- 45: Skladby v různých stylech pro varhany, 12
- 46–47: Praktický varhaník pro harmonium, 3–4
- 48: Šest malých skladeb pro klavír
- 49–50: Praktický varhaník pro harmonium, 5–6
- 51: Balthazar: Scène Lyrique
- 52: Praktický varhaník pro harmonium, 7
- 53: Symfonie-kantáta Ariane
- 54: Kantáta na počest Frédérica Sauvage pro sbor a orchestr
- 55–59: Praktický varhaník pro harmonium, 8–12
- 60: Noëls pro harmonium nebo varhany (4 sv.)
- 61: Čtvrtá sonáta pro harmonium nebo velké varhany
- 62: Korunovace Panny Marie z Boulogne-sur-Mer pro sbor a orchestr
- 63: Meditace na ‘‘Stabat Mater pro varhany a orchestr
- 64: Christus Vincit pro sbor a varhany
- 65: Chrámový varhaník pro varhany ou harmonium (10 s)
- 66: Ecce Panis pro sbor a varhany
- 67: Deux Romances sans Paroles pro violoncello nebo housle a klavír
- 68: 60 interludií v chorálních tóninách pro varhany nebo harmonium
- 69–75: Skladby v různých stylech pro varhany, 13–18
- 77: Sedm skladeb pro varhany
- 78: Berceuse (Elegie) pro flétnu a klavír
- 79: Berceuse pro flétnu nebo housle a klavír
- 80: Sonáta č. 5 pro velké varhany
- 81: Allegro pro varhany a orchestr
- 82: Dvě skladby pro varhany
- 83: Final alla Schumann pro varhany a orchestr
- 84: Grand Choeur en forme de Marche pro velké varhany
- 85: Romance beze slov pro flétnu a klavír
- 86: Sonáta č. 6 pro velké varhany
- 87: Offertorium pro svátek vyznavače
- 88: Symfonická skladba pro trombon a klavír
- 89: Sonáta č. 7 (Suita) pro velké varhany
- 90: 18 nových skladeb pro varhany (7 s)
- 91: Sonáta č. 8/Symfonie č. 2 pro velké varhany/varhany a orchestr
- 93: Chorály a Noëly pro varhany
- 94: Tři modlitby pro varhany